# Casa Bachs
La Casa Bachs és un edifici de Girona que forma part de l'Inventari del Patrimoni Arquitectònic de Catalunya. L'edifici va ser construït l'any 1949, actualment la seva planta baixa és ocupada per les oficines d'un banc. La resta de plantes són habitatges. El tractament de les façanes és molt característic de la producció arquitectònica de l'autor.

## Descripció
És un edifici residencial i cantoner per oficines. El seu interès cal centrar-lo en la composició dels elements de les façanes, que presenten un basament l'alçada de la planta baixa, fet amb carreus marcant junts horitzontals. A la resta de façana el tancament combina l'obra vista de Vilafant amb la pedra que manera de pilastres crea un ritme compositiu d'estructura vertical. El contorn de les obertures es emmarquen amb pedra artificial posant en valor el guix dels murs. La part superior és rematada amb cornisa i mènsules.